# Hall of Fame Tennis Championships 1997 - Qualificazioni doppio
Le qualificazioni del doppio  dell'Hall of Fame Tennis Championships 1997 sono state un torneo di tennis preliminare per accedere alla fase finale della manifestazione. I vincitori dell'ultimo turno sono entrati di diritto nel tabellone principale. In caso di ritiro di uno o più giocatori aventi diritto a questi sono subentrati i lucky loser, ossia i giocatori che hanno perso nell'ultimo turno ma che avevano una classifica più alta rispetto agli altri partecipanti che avevano comunque perso nel turno finale.
Le qualificazioni del doppio del torneo Hall of Fame Tennis Championships 1997 prevedevano 3 coppie partecipanti di cui una è entrata nel tabellone principale.

## Teste di serie
1. Steve Campbell /  Ben Ellwood (ultimo turno)

1. Gastón Etlis /  Luis Herrera (Qualificati)

## Qualificati
1. Gastón Etlis  /   Luis Herrera

## Tabellone

### Legenda
| - Q = Qualificato - WC = Wild card - LL = Lucky loser | - ALT = Alternate - SE = Special Exempt - PR = Protected Ranking | - w/o = Walkover - r = Ritirato - d = Squalificato |

|  | Primo turno | Primo turno               | Primo turno               | Primo turno | Primo turno |  |  | Ultimo turno | Ultimo turno               | Ultimo turno               | Ultimo turno | Ultimo turno |  |
|  |             |                           |                           |             |             |  |  |              |                            |                            |              |              |  |
|  |             |                           |                           |             |             |  |  |              |                            |                            |              |              |  |
|  |             |                           |                           |             |             |  |  | 1            | Steve Campbell Ben Ellwood | Steve Campbell Ben Ellwood | 2            | 6            |  |
|  | 2           | Gastón Etlis Luis Herrera | Gastón Etlis Luis Herrera | 6           | 6           |  |  | 2            | Gastón Etlis Luis Herrera  | Gastón Etlis Luis Herrera  | 6            | 7            |  |
|  |             | Bill Curtis Brad Thyroff  | Bill Curtis Brad Thyroff  | 4           | 2           |  |  |              |                            |                            |              |              |  |